# 시라누이 마이
시라누이 마이(일본어: 不知火舞, 영어: Shiranui Mai)는 SNK의 대전 격투 게임 《아랑전설》 시리즈에서 등장하는 인물이다. 1992년 12월에 발매된 《아랑전설 2》에서 처음 등장했으며, 이후 《아랑전설》 시리즈의 후속작 및 애니메이션 등 각종 매체에 등장했으며 SNK의 크로스오버 격투 게임 시리즈 《더 킹 오브 파이터즈》에서는 주로 여성 격투가 팀의 일원으로 참전한다. 아랑전설 시리즈와 더 킹 오브 파이터즈는 기본 등장인물 정보를 제외한 나머지 설정들은 전혀 다르다.
《아랑전설》 내에서는 인술 마스터 시라누이 한조의 손녀딸로, 시라누이 한조의 가르침을 이어받은 현대를 살아가는 쿠노이치이다. 미국 출신의 앤디 보가드와 연인 사이이다. 《더 킹 오브 파이터즈》 세계에서는 '킹 오브 파이터즈' 격투대회에 여성 격투가 팀의 일원으로 꾸준히 출장했다. SNK 캐릭터 사운드 컬렉션 6편와 더 킹오브 파이터즈 94 드라마 CD에 나온 바에 의하면 시라누이 한조는 건강 악화로 인해 손녀 시라누이 마이와 앤디 보가드에게 시라누이류 체술의 일부만을 전수하고 병사했지만,(그래서 앤디 보가드는 시라누이류 체술만 사용할 수 있다.) 마이는 어렸을 적에 평소 자신이 즐겨보던 닌자만화에 나오는 인술을 자신이 배운 시라누이류 체술에 흡수시켰고 이것이 현재 마이가 사용하는 시라누이류 인술이라고 한다.
성적 매력을 강조한 복장으로 남미와 아시아 등지에서 캡콤의 춘 리에 이은 인기를 누리게 되면서 SNK가 만든 여성캐릭터 중 가장 성공한 캐릭터가 되었다. 특히 캡콤 대 SNK 시리즈에선 스트리트 파이터 시리즈의 춘리와의 라이벌 구도가 있어서 대결 전의 모션도 따로 설정되었을 정도로 두 회사의 대표적인 여자캐릭터가 되었다.

## 특징
첫 출연작품은 아랑전설 2이다. 시라누이류 인술 계승자인 쿠노이치로 큰 부채를 무기로 사용하며 옷의 뒷부분에 있는 꼬리에 큰 부채를 접촉시켜 불을 일으키는 초능력자다. 아랑전설 2 당시의 캐치프레이즈는 "나비처럼 날아 벌처럼 쏜다". 싸움 직전에는 유카타를 입고 있다가 싸움에 임할 때는 유카타의 양쪽을 가른 노출이 심한 격자무늬로 되어있는 붉은 장속(裝束)으로 갈아입는다. 이 옷차림은 시리즈에 따라 약간 변하기도 하나, 가슴부분이나 다리를 아주 강조하기 위한 것으로 설정상 적을 현혹시키기 위함이라고 한다. 아랑전설 3와 리얼바우트 아랑전설에선 의상디자인이 붉은색 민소매 조끼를 덧입은 팔 부분과 다리 부분이 찢긴 도복을 입고 나오기도 했지만(테리 보가드의 복장과 비슷하다.) 그 외의 시리즈에서는 노출이 심한 붉은 장속을 입는다.
할아버지인 시라누이 한조(아랑전설 2 시점부터는 고인)의 슬하에서 수행 중이던 앤디 보가드에게 첫눈에 반해서, 그가 싸움에 뛰어들자 마이도 뛰어든다. 마이가 그를 만난 건 12살 무렵으로 앤디를 처음 본 직후 사랑의 감정을 느꼈으나 앤디의 목표가 "자기 갈 길만을 가며 그 외의 것에는 일절 관심없다"는 사실을 알게 되어 첫 만남 당시에는 앤디와 격투까지 벌였으며 이후에도 서로 만나기만 해도 크게 말다툼을 하기도 했다.(아랑전설 3 가이드 북 'ALL ABOUT 아랑전설 3' 中) 하지만 마이도 나이를 먹으면서 마음을 가다듬었고 "앤디가 자기 갈 길을 가면 그런 앤디가 보는 것을 함께 보고싶어 조용히 뒤따라간다"를 목표로 하게 되었다.(SNK 캐릭터 사운드 콜렉션 6편 中) 

### 다른 시리즈에서의 모습
『더 킹 오브 파이터즈』(이하 KOF로 표기)에서는 앤디에 대한 감정이 더욱 잘 드러나 있다. 출전할 때마다 앤디와 같은 팀이 되길 희망하지만 앤디와 팀을 짠 건 99에서의 단 한번으로 다른 시리즈(외전인 EX는 제외)는 모두 여성격투가팀의 멤버로 등장한다. KOF 초기부터 오랫동안 출장했던 캐릭터이지만 KOF 11(PS2 이식작 한정으로 숨겨진 캐릭터로 등장. 엔딩은 없다.)과 KOF 12에서는 출연하지 않아 이에 대한 유저들의 SNK에 대한 성토가 많았는데 이는 마이가 앤디를 바캉스를 빙자해서 해변으로 끌고 갔다는 설정을 넣는것으로 넘어갔다. 이후 KOF 13에 와서야 다시 정규멤버로 등장할 수 있었다. KOF 97에서는 앤디와의 대결전 모션에서 웨딩드레스를 입고 오거나, KOF 99 엔딩에서는 아기 봉제인형을 가지고 와서 앤디를 골탕먹이는 등의 앤디에 대한 집착이 약간 폭주한 듯한 모습이 묘사되어 있다. 또 KOF 99에서 아랑전설팀으로 플레이해서 마지막 보스(점수가 200점 이상이 되어서 난입 캐릭터<쿄 또는 이오리>가 나와서 대결한 경우에는 그 난입 캐릭터)를 마이로 쓰러뜨리냐 다른 캐릭터로 쓰러뜨리냐에 따라 엔딩이 바뀐다. 연애 시뮬레이션 게임인 데이 오브 메모리즈 시리즈에선 히로인 중 한 명으로 출연한다. KOF와는 다르게 앤디가 자기 갈 길을 가면 마이는 그런 앤디가 보는 것을 함께 보고싶어 조용히 뒤따라간다는 아랑전설 본가의 설정을 그대로 가져왔으나 원작 아랑전설과는 다르게 호전적이고 다혈질인 미녀 캐릭터로 묘사되고 있다.

### 게임 상의 성능 및 기술
스피드를 중심으로 하는 격투스타일이라 속도가 빠른 대신 기본기는 약한 스피드형 캐릭터로 오해하지만 사실 스피드를 중시하지만 기본기는 속도보다 더 막강한 전체적인 균형이 잘잡힌 밸런스형 캐릭터로 필살인봉(必殺忍蜂)을 비롯한 여러개의 돌진기술, 습격기술을 혼합해서 싸운다. 출연작이 많아서 작품에 따라 기술의 추가, 변화가 많지만 첫 작품인 아랑전설 2에서부터 공통되는 기술은 부채를 던지는 장풍계열의 화접선(花蝶扇), 근접해 있는 적을 공격하는 근접기 용염무(龍炎舞), 공중습격기인 날다람쥐의 춤(ムササビの舞), 돌진필살기인 초필살인봉(超必殺忍蜂)의 4개 만큼은 삭제되지 않고 《아랑전설 시리즈》외에도 《더 킹 오브 파이터즈》를 비롯한 다른 작품들에서도 그대로 이어가고 있다.

## 반응

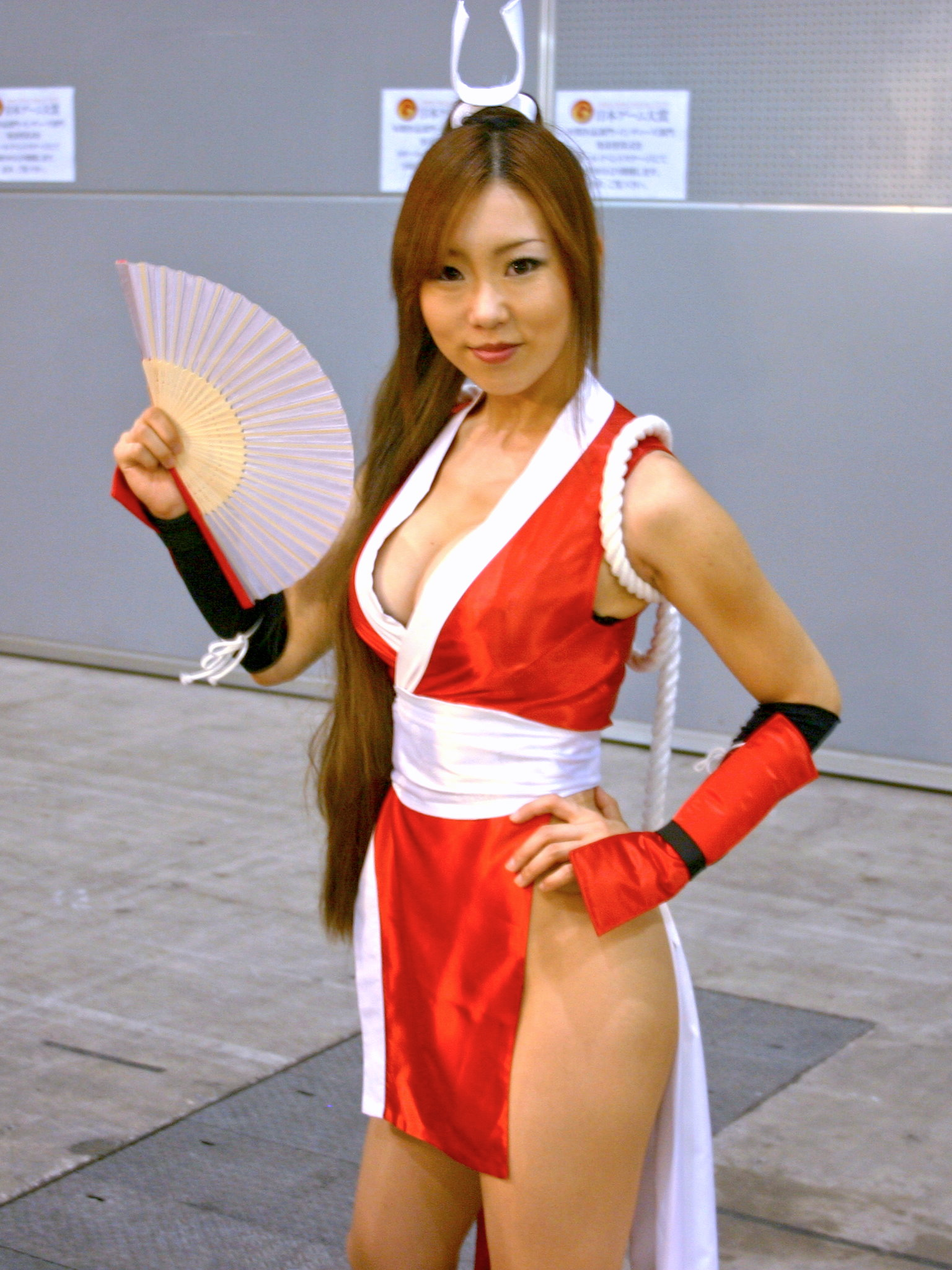
도쿄 게임 쇼 2006에서 선보인 시라누이 마이 코스플레이

## 미디어 매체

### 성우
- 소기 아코야 (아랑전설 3 ~ 리얼 바웃 아랑전설 2, 더 킹 오브 파이터즈 '94 ~ 더 킹 오브 파이터즈 2003, 애니메이션 The King of Fighters: Another Day)
- 미츠이시 코토노 (애니메이션 배틀 파이터즈 아랑전설, 아랑전설 -THE MOTION PICTURE-)
- 하야시바라 메구미 (드라마CD 아랑전설 시리즈)
- 코시미즈 아미 (더 킹 오브 파이터즈 13, KOF SKY STAGE)

### 배우
- 매기 큐 - 2010년 영화 《더 킹 오브 파이터즈》

## 등장하는 작품
- 《아랑전설》
- 《더 킹 오브 파이터즈》
- 《캡콤 대 SNK 시리즈》
- 《데이즈 오브 메모리즈 시리즈》

## 같이 보기
- 더 킹 오브 파이터즈의 등장인물 목록

## 참고 문헌
- KOF 캐릭터즈 KOF94～97 전45캐릭터설정자료완전수록 - SNK 네오지오 편집부(네오지오 프리크)
- 아랑전설 3 가이드 북 'ALL ABOUT 아랑전설 3' - SNK 네오지오 편집부(네오지오 프리크)
- SNK 캐릭터 사운드 콜렉션 6편 - 전격문고
- 더 킹 오브 파이터즈 '94 드라마 CD - 전격문고
- 마이콘 BASIC 매거진別冊 ALL ABOUTシリーズ Vol.7 더 킹 오브 파이터즈94 - 덴하신문사